# Endoste

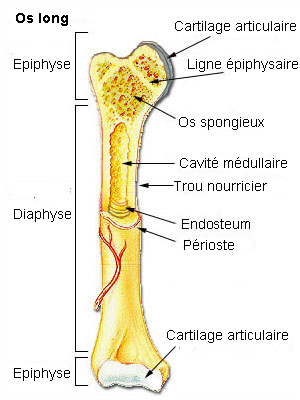
Les différentes parties d'un os long.

L’endoste (ou membrane médullaire) est une fine couche de tissu conjonctif qui tapisse l'ensemble des cavités vascularisées d'un os : les cavités médullaires, les canaux de Havers, les canaux de Volkmann et les cavités de l'os spongieux.
Sa structure est la même que celle de la couche profonde du périoste : ostéoblastique non fibreuse riche en cellules.
Cette couche est résorbée pendant les longues périodes de malnutrition, entrainant une diminution de l'épaisseur corticale.